# Christian Olde Wolbers
Christian Olde Wolbers (Anversa, 5 agosto 1972) è un bassista belga che milita nel gruppo Vio-lence.

## Biografia
Di origini belga, Christian emigrò in Nord America nel 1993, dopo aver terminato gli studi. Egli entrò nei Fear Factory nel 1994, sostituendo il bassista originario, Andrew Shives. Con loro militò fino al 2002, anno di scioglimento del gruppo. La riunione si ebbe nel 2004, senza il chitarrista e cofondatore Dino Cazares. Così, gli altri membri originari, il batterista Raymond Herrera e il cantante Burton C. Bell decisero di ricontattare Wolbers come chitarrista e Byron Stroud degli Strapping Young Lad come bassista.
Nel 2008 viene estromesso dal gruppo insieme a Raymond Herrera a causa di dissapori con Dino Cazares, rientrato nel gruppo proprio in quel momento. Dopo la brusca fine dell'esperienza con i Fear Factory, Herrera e Wolbers decidono di utilizzare i pezzi creati tempo prima per il nuovo disco del loro ex gruppo nel lavoro di debutto degli Arkaea, formati insieme a due membri dei Threat Signal.
Dal 2011 al 2019 ha militato nel gruppo crossover Beowülf, con i quali ha pubblicato l'album Jesus Freak.
Nel 2013 partecipa alle audizioni per entrare come bassista nei Machine Head. da poco separatisi con Adam Duce (non verrà però scelto e il posto vacante venne preso da Jared MacEachern).
Nel 2014 partecipa al progetto "PROJECT ROGUE - TITANS" con diversi artisti dell'etichetta Rough Records America e altri di diversi generi musicali.
Nel 2017 è fondatore, insieme a Sen Dog (dei Cypress Hill), Billy Graziadei (dei Biohazard), Rogelio Lozano (dei downset.), Fernando Schaefer (dei Worst), del gruppo Powerflo, con il quale pubblica l'omonimo album e l'EP autoprodotto Bring That Shit Back.
Christian, oltre a chitarra e basso, si cimenta con le tastiere e i sampler. Un'altra attività parallela agli Arkaea è quella di beat maker e remixer sotto il nome di "The Edgecrusher" (nome preso da un brano dei Fear Factory). Wolbers è anche un produttore: nel 2006 ha collaborato nel mixaggio e nella produzione dell'album Passenger dei Mnemic e Under Reprisal dei Threat Signal. Nello stesso anno, ha suonato con i Korn nelle prime tre date del loro tour europeo.
Dal 2020 è entrato a far parte del gruppo thrash metal dei Vio-lence.

## Discografia

### Con i Vio-lence
- 2020 – California über Alles (singolo)
- 2022 – Let the World Burn

### con gli Arkaea
- 2009 – Years in the Darkness

### Con i Fear Factory
- 1995 – Demanufacture (EP)
- 1997 – Remanufacture (EP)
- 1997 – The Gabber Mixes (EP)
- 1997 – Roadrunner Rules Ozzfest! (Split)
- 1997 – Burn (EP)
- 1998 – Revolution (EP)
- 1998 – Obsolete
- 1998 – Resurrection (EP)
- 1999 – Cars (EP)
- 2001 – Digimortal
- 2001 – Digital Connectivity (Video)
- 2004 – Archetype
- 2004 – Bite the Hand That Bleeds and Related Archetypal Imagery (Video)
- 2005 – Transgression
- 2005 – Live on the Sunset Strip (EP)
- 2006 – 15 Years of Fear Tour (EP)

### Altri
- 1992 – Asphyxia – Anarchy (EP autoprodotto)
- 1998 – Devin Townsend – Infinity (contrabbasso)
- 2016 – Beowülf – Jesus Freak
- 2018 – Sunflower Dead – C.O.M.A.
- 2018 – Isolated Antagonist – Oblivion
- 2018 – Mordzuma – Mordzuma

### Collaborazioni
- 1998 – Soulfly – Soulfly (contrabbasso nel brano No)
- 1998 – A.N.I.M.A.L. – Poder latino (contrabbasso nel brano Loco pro)
- 1999 – Swollen Members – Balance (presente nel brano Strength)
- 1999 – Biohazard – New World Disorder (basso nel brano New World Disorder)
- 2000 – Cypress Hill – Skull & Bones (basso nei brani Get Out Of My Head, Dust)
- 2001 – Cypress Hill – Stoned Raiders (basso e chitarra nel brano Trouble, basso nel brano Catastrophe)
- 2001 – Kurupt – Space Boogie: Smoke Oddessey (basso nel brano Lay It On Back)
- 2002 – Snoop Dogg – Paid tha Cost to Be da Bo$$ (basso nei brani Paper'd Up, Bo$$ Playa)
- 2002 – Non Phixion – The Future Is Now (basso nel brano The C.I.A. Is Still Trying To Kill Me)
- 2004 – Front Line Assembly – Civilization (chitarra nel brano Civilization)
- 2004 – Artisti Vari – Various – Mischief Invasion Soundtrack (presente con il brano Heavy Loop assieme a Deville con il nome "The Edgecrusher")
- 2005 – Roadrunner United – The All-Star Sessions (basso nei brani The Dagger, Independent (Voice Of The Voiceless), The Rich Man, Army Of The Sun)
- 2006 – The AutØbØts – Broke 'n' English (presente nel brano This World)
- 2006 – Threat Signal – Rational Eyes (singolo) (tastiere)
- 2006 – Threat Signal – Under Reprisal (tastiere e cori nei brani One Last Breath, Now, When All Is Said and Done)
- 2007 – Skinny Puppy – Mythmaker (chitarra nel brano Optimissed (The Humble Brothers Remix))
- 2007 – Artisti Vari – Welcome -2- Venice (chitarra nel brano Earshot Away con gli LA's Infidels)
- 2008 – Bleed The Sky – Murder The Dance (contrabbasso nel brano Occam's Razor)
- 2008 – GZA / Genius – Pro Tools (chitarra nel brano Cinema)
- 2009 – B-Real – Smoke N Mirrors (chitarra nel brano When They Hate You)
- 2009 – Artisti Vari – New Release Highlights (Thrilling Albums Out On Century Media Records In Feb. 2009) (voce nei brani Empire Of The Sun, War of Attrition dei God Forbid)
- 2009 – God Forbid – Earthsblood (tastiere nei brani The Rain, War of Attrition, Gaia (The Vultures))
- 2010 – Artisti Vari – Nail'd Soundtrack (colonna sonora del videogioco Nail'd, presente nei brani della 3volution)
- 2019 – Obszön Geschöpf – Master of Giallo (presente nel brano The New York Ripper)